# Pachydactylus fasciatus
Pachydactylus fasciatus — вид геконоподібних ящірок родини геконових (Gekkonidae). Ендемік Намібії.

## Поширення і екологія
Pachydactylus fasciatus мешкають на північному заході Намібії, на півдні регіону Каоковельд та на півночі регіону Дамараленд. Вони живуть в акацієвих саванах і мопане, в тунелях, викопаних в піщаному ґрунті під вапняковими валунами. Зустрічаються на висоті від 600 до 1400 м над рівнем моря. 